# یک مورد از شما
یک مورد از تو (به انگلیسی: A Case of You) فیلمی محصول سال ۲۰۱۳ و به کارگردانی کت کویرو است. در این فیلم بازیگرانی همچون جاستین لانگ، ایوان ریچل وود، برندن فریزر، وینس وان، پیتر بلینگزلی، سم راکول، سیه‌نا میلر، پیتر دینکلیج، کی‌یر او دانل، باسی فیلیپ، میزوئو پک و اسکات ادسیت ایفای نقش کرده‌اند.